# LBS-Kinderbarometer
Das LBS-Kinderbarometer ist eine empirische Studie zur Erfassung der Meinungen und des Wohlbefindens von Kindern in ganz Deutschland. Durchgeführt und wissenschaftlich begleitet wird die Studie durch PROKIDS (PROSOZ Institut für Sozialforschung). Sie wird durch die Landesbausparkassen (LBS) finanziert und entsteht in Zusammenarbeit mit dem Deutschen Kinderschutzbund (DKSB). Im Zweijahrestakt werden seit 2009 bundesweit über 10.000 Kinder im Alter von neun bis 14 Jahren zu unterschiedlichen Themen befragt, damit zählt das LBS-Kinderbarometer zu den größten, repräsentativen Studien der Kindheitsforschung in Deutschland.

## Hintergrund der Studie

### Historie
Erstmals wurde das Kinderbarometer im Jahr 1997 von der LBS-Initiative Junge Familie ins Leben gerufen und zunächst ausschließlich in Nordrhein-Westfalen durchgeführt. Im Jahr 2007 erfolgte eine Erweiterung um Baden-Württemberg, Bayern, Bremen, Hessen, Niedersachsen und Sachen, bevor die Studie im Jahr 2009 schließlich auf das gesamte Bundesgebiet ausgedehnt wurde. Die Studie ist als Querschnittstudie angelegt. Zwischen den einzelnen Erhebungen werden einige Themen wiederholt aufgegriffen, sodass Zeitvergleiche möglich sind und das LBS-Kinderbarometer somit zum Teil Charakteristika einer Trendstudie aufweist.

### Zielsetzung
Die Altersstufe der Neun- bis 14-Jährigen wurde bewusst gewählt, um das Feld anderer Kinder- und Jugendstudien, wie beispielsweise der World Vision Kinderstudie sowie der Shell Jugendstudie, um den dazwischenliegenden Altersbereich zu erweitern. Ziel der Studie ist seit jeher, Kindern eine Stimme zu geben und somit auch die Jüngsten der Gesellschaft selbst zu Wort kommen zu lassen. Das Kind wird als sozialer Akteur in der Gesellschaft ernst genommen und beteiligt. Ankerpunkt ist dabei Artikel 12 der UN-Kinderrechtskonvention, der stringent aufgegriffen wird. Dafür werden die Kinder der entsprechenden Altersgruppe u. a. bereits am Prozess der Fragebogenentwicklung beteiligt.

## Bisherige Schirmherrschaften
- Ursula von der Leyen (zum damaligen Zeitpunkt Bundesministerin für Familie, Senioren, Frauen und Jugend; im LBS-Kinderbarometer Deutschland 2009)

- Kristina Schröder (zum damaligen Zeitpunkt Bundesministerin für Familie, Senioren, Frauen und Jugend; im LBS-Kinderbarometer Deutschland 2011)

- Manuela Schwesig (zum damaligen Zeitpunkt Bundesministerin für Familie, Senioren, Frauen und Jugend; im LBS-Kinderbarometer Deutschland 2016)

- Susanne Eisenmann (zum damaligen Zeitpunkt Ministerin für Kultus, Jugend und Sport des Landes Baden-Württemberg und Präsidentin der Kultusministerkonferenz 2017; im LBS-Kinderbarometer Deutschland 2018)

## Ausgewählte Publikationen
- Judith Hülster & Kathrin Müthing: So denken wir! Stimmungen, Meinungen und Trends von 9- bis 14-Jährigen. Bielefeld 2020, ISBN 978-3-7639-6207-5.

- (online)